# Черняховский, Александр Георгиевич
Александр Георгиевич Черняхо́вский (11 июня 1929, Киев — 15 января 1990, Камбоджа) — советский геолог-четвертичник, литолог и почвовед. Доктор геолого-минералогических наук, специалист в области литологии кор выветривания и почвообразования.

## Биография
Родился 11 июня 1929 года в городе Киеве, в семье историка. Семья переехала в город Киров (Кировская область). Отец, Г. С. Черняховский, работал начальником отдела истории Кировского областного краеведческого музея.
Учился в Кировской средней школе рабочей молодёжи, работал препаратором в Кировском областном краеведческом музее.
В 1948—1950 годах начал учиться в Московском торфяном институте.
В 1949—1951 годах работал коллектором в Северо-Казахстанских экспедициях МГРИ.
В 1951—1957 годах перевёлся и учился на горном факультете Всесоюзного заочного политехнического института в Москве, получил специальность горного инженера-геолога.
В 1952—1957 годах участвовал в Южно-Казахстанской экспедиции МГРИ и Казахского геологического управления, где был старшим коллектором, прорабом, младшим геологом, а с 1955 года — начальником отряда. Проводил геологическую съёмку в Центральном Казахстане и в предгорьях хребта Каратау.
С 1958 года работал в Геологическом институте АН СССР. Старший лаборант, младший научный сотрудник Отдела четвертичной геологии
С 1963 года работал в Средней Азии по научной теме «Генетические и структурно-минералогические типы элювия и их взаимоотношение с другими континентальными образованиями».
В конце 1967 года защитил кандидатскую диссертацию в ГИН АН СССР.
В 1968 году работал в экспедициях Монголии.
C 1970 года работал в Лаборатории генетических типов континентальных отложений ГИН АН СССР.
В 1977 году получил должность старшего научного сотрудника по специальности «Петрография, литология, минералогия», в Лаборатории литологии и геохимии новейших отложений ГИН АН СССР.
В 1979 году ему было присвоено звание старшего научного сотрудника по специальности «Литология».
В 1972—1974 и 1980 годах был в экспедициях на Кубе.
В 1983 году защитил докторскую диссертацию по теме «Современные коры выветривания», специальность литология.
Исследовал закономерности формирования кор выветривания в различных природных зонах, главным образом в условиях пустынь и тропиков на плейстоцен-голоценовых почво-эллювиях. Выявлял закономерности преобразования осадочного материала в процессе гипергенеза и транспорта
1 августа 1986 года перевёлся в соседний Институт географии АН СССР.
Умер от пневмонии 15 января 1990 года во время научной экспедиции в Камбодже.

## Награды
- 1985 — Медаль «Ветеран труда».